# Zitronenöl

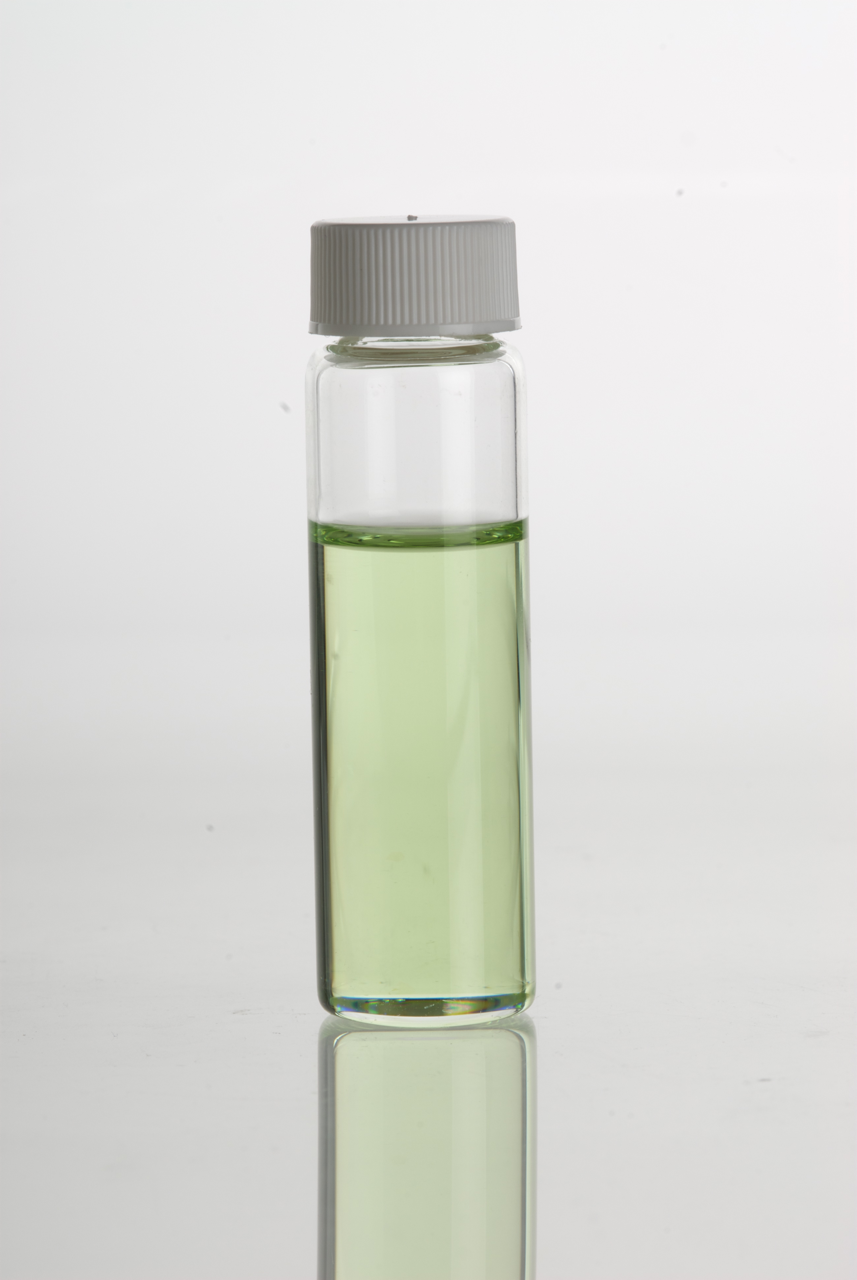
Zitronenöl

Zitronenöl ist ein leicht gelblich gefärbtes, angenehm und charakteristisch riechendes und schmeckendes ätherisches Öl, das aus Zitronenschalen gewonnen wird.

## Zusammensetzung
Hauptinhaltsstoff ist (+)-Limonen (über 65 %), weitere Inhaltsstoffe sind β-Pinen (10 %), γ-Terpinen (10 %) und das für den charakteristischen Duft verantwortliche Citral (3–5 %, Gemisch aus Geranial und Neral).

(+)-Limonen
(+)-β-Pinen
(−)-β-Pinen
γ-Terpinen
Citral A (Geranial)
Citral B (Neral)

Die Dichte beträgt 0,852–0,856 g·ml−1 der Siedebereich 179–181 °C bei Normaldruck.

## Herstellung
Zitronenöl wird durch Auspressen von Zitronenschalen gewonnen, die Ausbeute beträgt dabei zwischen 30 und 60 %. Deutschland importierte im Jahr 2001 Zitronenöl aus folgenden Herkunftsländern: Italien (77 Tonnen), Spanien (22 Tonnen) und Argentinien (21 Tonnen).
In Argentinien erfolgt die Herstellung im weltweit größten Anbaugebiet um Tucuman. Weltweit größter Abnehmer ist The Coca-Cola Company.

## Verwendung
Zitronenöl wird zur Geschmacksgebung oder -verbesserung in der Aromaindustrie, in der Parfümerie, in der Lebensmittelindustrie, in pharmazeutischen Präparaten und in der Duftlampe zur Raumbeduftung angewandt. In der Mikroskopie wurde Zitronenöl zur Aufhellung des Präparates benutzt.
Aufgrund von Photodermatitis und möglichen Hautsensibilisierungseffekten sollte Zitronenöl nicht (oder nur stark verdünnt) auf der Haut angewendet werden.
Irreführend ist die Bezeichnung Lemon Oil in Bezug auf Pflegeprodukte für Gitarrengriffbretter. Diese bestehen überwiegend aus Weißöl ähnlich Ballistol. Beispielsweise enthält das "Finest Lemon Oil" des Anbieters Dunlop zu 90 Prozent weißes Mineralöl, ergänzt um Duft- und Farbstoffe.